# Подолешенское сельское поселение
Подоле́шенское се́льское поселе́ние — муниципальное образование в составе Прохоровского района Белгородской области России.
Административный центр — село Подольхи.  
Площадь, занимаемая поселением, составляет 13728 га. 

## История
Подолешенское сельское поселение образовано 20 декабря 2004 года в соответствии с Законом Белгородской области № 159.

## Население
| 2010  | 2011  | 2012  | 2013  | 2014  | 2015  | 2016  | 2017  | 2018  |
| ----- | ----- | ----- | ----- | ----- | ----- | ----- | ----- | ----- |
| 1704  | ↘1691 | ↘1653 | ↘1614 | ↘1566 | ↘1542 | ↘1508 | ↘1495 | ↘1477 |
| 2019  | 2020  | 2021  |       |       |       |       |       |       |
| ↘1455 | ↗1468 | ↘1109 |       |       |       |       |       |       |

## Состав сельского поселения
| №  | Населённый пункт | Тип населённого пункта       | Население |
| -- | ---------------- | ---------------------------- | --------- |
| 1  | Большое          | село                         | ↘343      |
| 2  | Васильев         | хутор                        | ↗30       |
| 3  | Гнездиловка      | село                         | ↘77       |
| 4  | Долгий           | хутор                        | ↘34       |
| 5  | Домановка        | село                         | ↘8        |
| 6  | Клиновый         | хутор                        | ↘67       |
| 7  | Косьминка        | село                         | ↘14       |
| 8  | Мочаки           | хутор                        | ↗4        |
| 9  | Плоский          | хутор                        | ↗5        |
| 10 | Подольхи         | село, административный центр | ↗992      |
| 11 | Подъяруги        | село                         | ↘83       |
| 12 | Хороший          | хутор                        | ↘1        |
| 13 | Черновка         | хутор                        | ↘46       |

## Известные уроженцы
- Паниткин, Дмитрий Фёдорович (1898—1955) — советский военачальник, генерал-майор артиллерии (1942). Командор норвежского ордена Святого Олафа. Родился в деревне Косьминка.